# آرثر سيمونز (شاعر)
آرثر سيمونز (بالإنجليزية: Arthur Symons) (و. 1865 – 1945 م) هو شاعر، وكاتب، وناقد أدبي، ومترجم بريطاني، ولد في ميلفورد هافن، توفي عن عمر يناهز 80 عاماً.

## روابط خارجية
- آرثر سيمونز على موقع الموسوعة البريطانية (الإنجليزية)
- آرثر سيمونز على موقع ميوزك برينز (الإنجليزية)
- آرثر سيمونز على موقع إن إن دي بي (الإنجليزية)
- آرثر سيمونز على موقع ديسكوغز (الإنجليزية)